# Rudolf Hlavica
Rudolf Hlavica (5. dubna 1897 Vsetín – 3. června 1971 Brno) byl český sochař a řezbář.

## Život
Vyučil se řezbářem u svého otce Františka Hlavici. Do jara roku 1917 pracoval v otcově dílně, následně odešel na frontu 1. světové války. V srpnu 1917 byl zajat v Soči a poté dezertoval a stal se legionářem v Itálii. Po návratu domů si založil s bratrem Emilem ve Vsetíně firmu "Bratři Hlavicové – výroba dřevěných hraček". Rok pobýval v Užhorodu jako řezbář továrny na nábytek a poté se vrátil zpět do otcovy dílny. V letech 1926 odešel pracovat a studoval do Prahy. Prvně vystudoval Všeobecnou školu uměleckých řemesel, na které absolvoval v roce 1929. Poté následovalo studium na Vysoké škole uměleckoprůmyslové u profesora Štěpána Zálešáka. Studium absolvoval v roce 1932 a vrátil se domů. Poté pracoval jako návrhář v kovolijecké dílně v Blansku a jako gymnaziální profesor v Košicích. Od roku 1936 se usadil v Brně a jezdil na Valašsko do Nového Hrozenkova. Je autorem Štefánikova pomníku v Zarieči na Slovensku a pomníku osvobození ve Vsetíně. Talentu bratrů nedosahoval, ale upoutal podobiznami v kovu a keramikou.